# Anaxipha lineatocollis
Anaxipha lineatocollis är en insektsart som först beskrevs av Jean Guillaume Audinet Serville 1838.  Anaxipha lineatocollis ingår i släktet Anaxipha och familjen syrsor. Inga underarter finns listade i Catalogue of Life.